# Братя Кунчеви
Брàтя Ку̀нчеви е село в Южна България, община Стара Загора, област Стара Загора.

## География
Село Братя Кунчеви се намира на около 20 km изток-североизточно от областния и общински център Стара Загора и около 13 km западно от град Нова Загора. Разположено е в южните разклонения на Сърнена Средна гора, в близост с прехода към Старозагорското поле на Горнотракийската низина. През селото тече на юг Черковска река, която се влива в река Оряховска, ляв приток на река Кумруджа. В западния край на селото тече река Тодоровец. Надморската височина в центъра на селото при сградата на кметството е около 227 m, на север нараства до около 260 m, а на юг намалява до около 200 m.
Климатът е преходно-континентален. Почвите в землището са преобладаващо делувиални, наносни и лесивирани.
Общински пътища свързват село Братя Кунчеви:
- на юг при село Подслон с второкласния републикански път II-66, водещ на запад към Стара Загора, а на изток към Нова Загора;
- на запад през село Оряховица със село Дълбоки;
- на изток през селата Руманя, Караново и Брястово със село Асеновец и минаващия през него второкласен републикански път II-55 (водещ на север към град Велико Търново), а на юг – към Свиленград.

Землището на село Братя Кунчеви граничи със землищата на: селата Едрево и Паничерево на север; село Крива круша на североизток, село Руманя на изток; село Караново на югоизток; село Загорци на югоизток; село Събрано на юг; село Подслон на юг; село Оряховица на запад.
В землището на село Братя Кунчеви има много кладенци, както и 2 микроязовира – на югоизток от селото „Подслон (Братя Кунчеви-92)“ (поземлен имот ПИ 06197.50.92) и на север от селото „Братя Кунчеви“ (поземлен имот ПИ 06197.72.103), подходящ за риболов и отдих.
Етническият състав на населението на село Братя Кунчеви по численост и дял на етническите групи според преброяването през 2011 г. е:
| Етнически групи     | Численост | Дял (в %) |
| Общо                | 794       | 100       |
| Българи             | 264       | 33,25     |
| Турци               | ...       | ...       |
| Цигани              | 249       | 31,36     |
| Други               | ...       | ...       |
| Не се самоопределят | ...       | ...       |
| Не отговорили       | 274       | 34,51     |

Числеността на населението на село Братя Кунчеви по данните от преброяванията от 1934 г. насам се променя както следва:
| \| Година на преброяване \| Численост \| \| --------------------- \| --------- \| \| 1934 \| 1305 \| \| 1946 \| 1226 \| \| 1956 \| 1730 \| \| 1965 \| 1010 \| \| 1975 \| 910 \| \| 1985 \| 760 \| \| 1992 \| 757 \| \| 2001 \| 768 \| \| 2011 \| 794 \| \| 2021 \| 938 \| |           |
| Година на преброяване | Численост |
| 1934 | 1305      |
| 1946 | 1226      |
| 1956 | 1730      |
| 1965 | 1010      |
| 1975 | 910       |
| 1985 | 760       |
| 1992 | 757       |
| 2001 | 768       |
| 2011 | 794       |
| 2021 | 938       |

Числеността към 1956 г. обхваща и населението на селата Подслон и Руманя, включени през периода 1956 – 1963 г. в сборното тогава село Братя Кунчеви.
Северозападно от селото има кариера за добив на скални материали, пясък и глина.
Някога в землището е имало лозя (памид) и е отглеждана маслодайна роза. Към началото на XXI век се отглеждат други сортове грозде, предимно мерло, и отново се възстановяват розовите градини поради изключително подходящия климат.
Старата местна гора е дъбова, а новозалесените гори са борови. Дивечът е вече рядкост, срещат се диви прасета, сърни, елени, диви зайци, чакали, а вече и вълци

## История
След Руско-турската война 1877 – 1878 г. по Берлинския договор 1878 г. селото – тогава с име Черкòво, остава в Източна Румелия; присъединено е към България след Съединението 1885 г. Село Черково е слято през 1956 г. със селата Подслон (до 1902 г. – Карабунар, до 1950 г. – Царьово) и Руманя̀ (до 1906 г. – Смавлии) и е създадено село Братя Кунчеви, наречено в памет на братята Кунчо и Деньо Кунчеви (партизани, загинали през 1944 г.). През 1963 г. Подслон и Руманя са отделени от село Братя Кунчеви като самостоятелни села.
В околностите на селото има следи от голямо праисторическо селище (Плоска могила), от старо тракийско селище, от старата българска крепост Градище, много надгробни могили. Намерени са бронзови и стъклени съдове и бронзово огледало от 2 век. Селото е основано преди османското владичество, според предание – от цар Иван Асен II, на мястото, където е бил зимният бивак на войската. Споменава се под името Черково в османотурски регистър от 1648 г. Името се свързва с манастирите и църквите в околностите на селото (днес развалини). През османското владичество населението е изцяло българско, участва в националноосвободителните борби.
По пътя за село Оряховица е известно мястото на манастира „Свети Тодор“. В северната част на селото е бил построен друг манастир „Свети Атанас“. Черква (църква) е имало и на мястото, където сега се намира каменна кариера. Непосредствено над самото село, в клисурата на Черковска река, се издига като естествена крепост височина, заградена от три посоки с дълбоки дерета. Това е Градище (Калето), където според преданието е бил бивакът на цар Иван Асен II. А на източния склон срещу Градището е била построена черква за девиците, които тогава са се черкували отделно и мястото и досега се нарича „Моминската черква“.
Църквата „Свети Димитър“ в селото е построена върху основите на средновековна църква, в последните години на турското владичество и е осветена към 1876 г. от екзарх Йосиф.
По фронтовете на Балканската, Междусъюзническата и Първата световна войни загиват 28 жители на селото. Във Втората световна война участват 48 жители, като 47 от тях се завръщат по домовете си.
С течение на годините жителите решават да променят облика на селото. С доброволен труд се построяват административна сграда на кооперацията, кметство, поща, читалищен дом, здравна служба, фурна, кооперативен магазин и училище.
Училище в село Черково (Братя Кунчеви) е създадено като начално през 1879 г. От 1927 г. училището е основно. През 1972 г. с него е обединено училището в село Подслон.
Читалище „Христо Ботев“ в село Черково (Братя Кунчеви) е основано в началото на 1929 г. През 2009 г. на законово основание към наименованието му е добавена годината на неговото първоначално създаване и то става „Христо Ботев-1929 г.“. Първите книги са закупени през 1936 г. и така се слага началото на читалищната библиотека. През 1951 г. се основава първият женски народен хор, а през 1955 г. – и първият танцов състав на читалището. През 1979 г. към читалището се създава и школа по акордеон. Към 2023 г. в читалището има: етнографски кът, който се намира в пенсионерския клуб в сградата; временна действаща певческа група в състав от 5 души. Читалището е носител на орден „Кирил и Методий“ II степен за активна и народополезна дейност.
Потребителна кооперация в село Черково (Братя Кунчеви) е основана през 1925 г. като Кредитна кооперация „Взаимопомощ“, която действа от началото на 1927 г. Предметът на дейност на кооперацията е да кредитира членовете и да развие спестовността им, да снабдява населението на селото със стоки от първа необходимост, розопроизводство, лозаро-винарство, производство на петмез и други. През 1947 г. кооперацията се преименува на Всестранна кооперация „Взаимопомощ“, село Черково (Братя Кунчеви), а през 1955 г. става Селкооп „Обединение“, село Братя Кунчеви; от 1959 г. е Потребителна кооперация „Обединение“, а през 1972 г. става Районна потребителна кооперация „Обединение“ към Наркооп – Стара Загора.

## Обществени институции
Село Братя Кунчеви към 2025 г. е център на кметство Братя Кунчеви.
В село Братя Кунчеви към 2025 г. има:
- действащо читалище „Христо Ботев-1929 г.“;[19]
- действащо общинско основно училище „Христо Ботев“;[20]
- православна църква „Свети Димитър“;[21]
- пощенска станция.[22]

## Културни и природни забележителности
На север от селото, на първата височина от Сърнена Средна гора, над Черковската река, се е извисявала крепостта „Градището“, изпълнена в типично старобългарски стил, със смесен градеж, камъни и червени тухли.
Тук е била разположена крепостната черква (или може би манастир). В северозападната част на селото, където то е и възникнало, е имало три манастира, запазени са имената на три от тях – Свети Теодор Тирон, Свети Атанасий Велики и Свети Николай Мирликийски – днес могат да се видят останки от градежи и топонимът Тодоровец – бивш за местността в северозападния край на селото и действащ – за малката река там; в самото село, по пътя за кариерата, реката и вила „Черково“ се намират останките на друга, неизвестна църква.
Днес единствената действаща църква в селото е посветената на Свети Димитър Солунски. Построена е върху основите на средновековна църква, възобновена към средата или края на XIX век, осветена през 1876 г., подпалена от армията на Сюлейман паша, въпреки съпротивата на местните две бейски семейства и възстановена след Освобождението.
Из цялото село се намират пръснати кюпове – огромни керамични съдове (делви) за съхранение на зърно и други суровини.
В центъра на селото има паметник на братя Кунчеви.